# Iardanos
Iardanos (Grieks: Ιάρδανος) is een voormalige gemeente in de Griekse regio West-Griekenland, in het departement Ilia. Sinds 2011 is het een deelgemeente (dimotiki enotita) van Pyrgos. Bij de volkstelling van 2001 had de toenmalige gemeente  4297 inwoners. Het grondgebied ligt enkele kilometers ten oosten van de Ionische Zee, zo'n zes meter boven zeeniveau.